# Locomobile Company of America
Locomobile Company of America var en amerikansk biltillverkare som byggde bilar i Bridgeport, Connecticut mellan 1899 och 1929. Locomobile byggde ursprungligen ångbilar men från 1904 gick man över till förbränningsmotorer.

## Bildgalleri

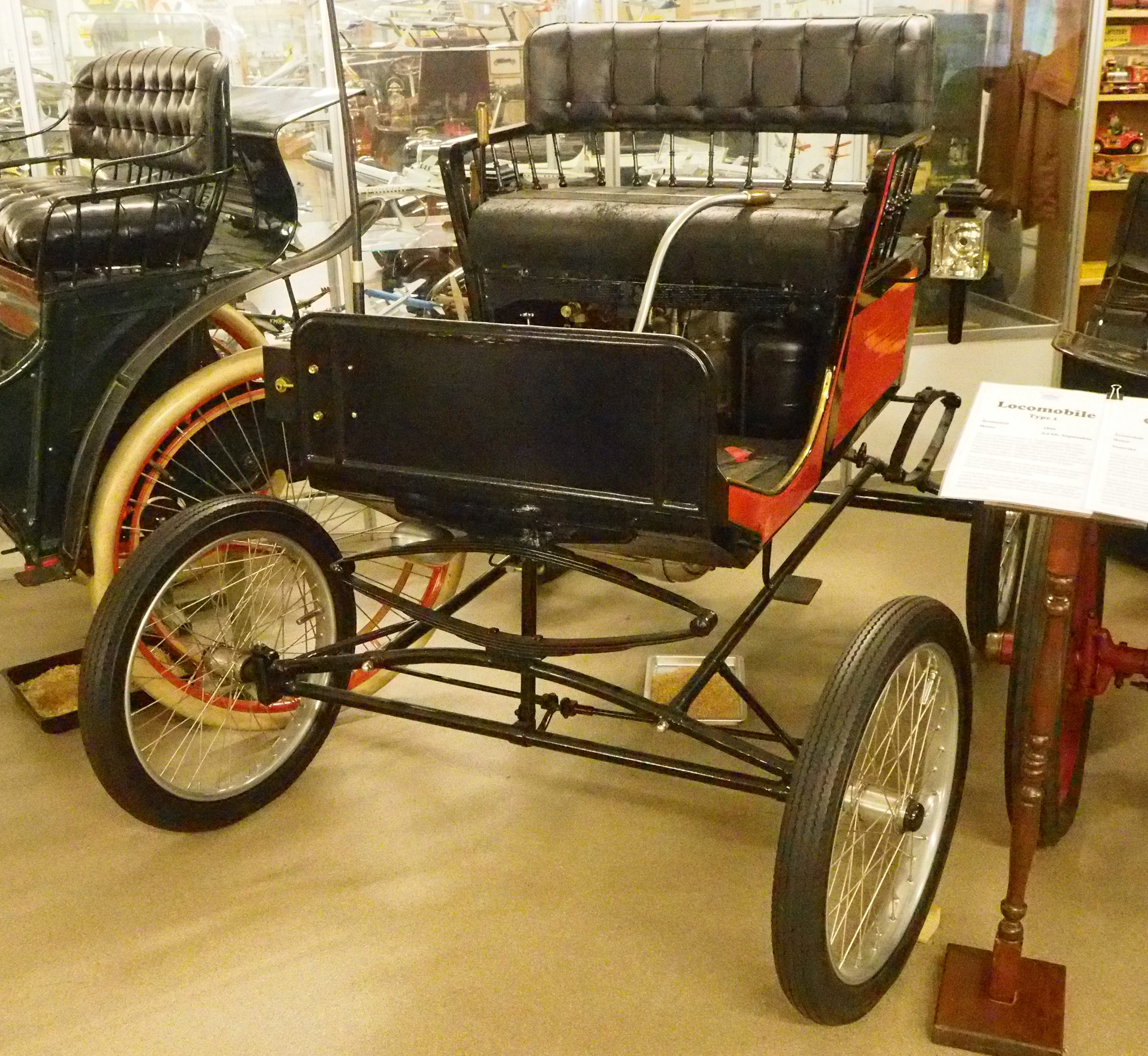
Locomobile Type 1 1899.
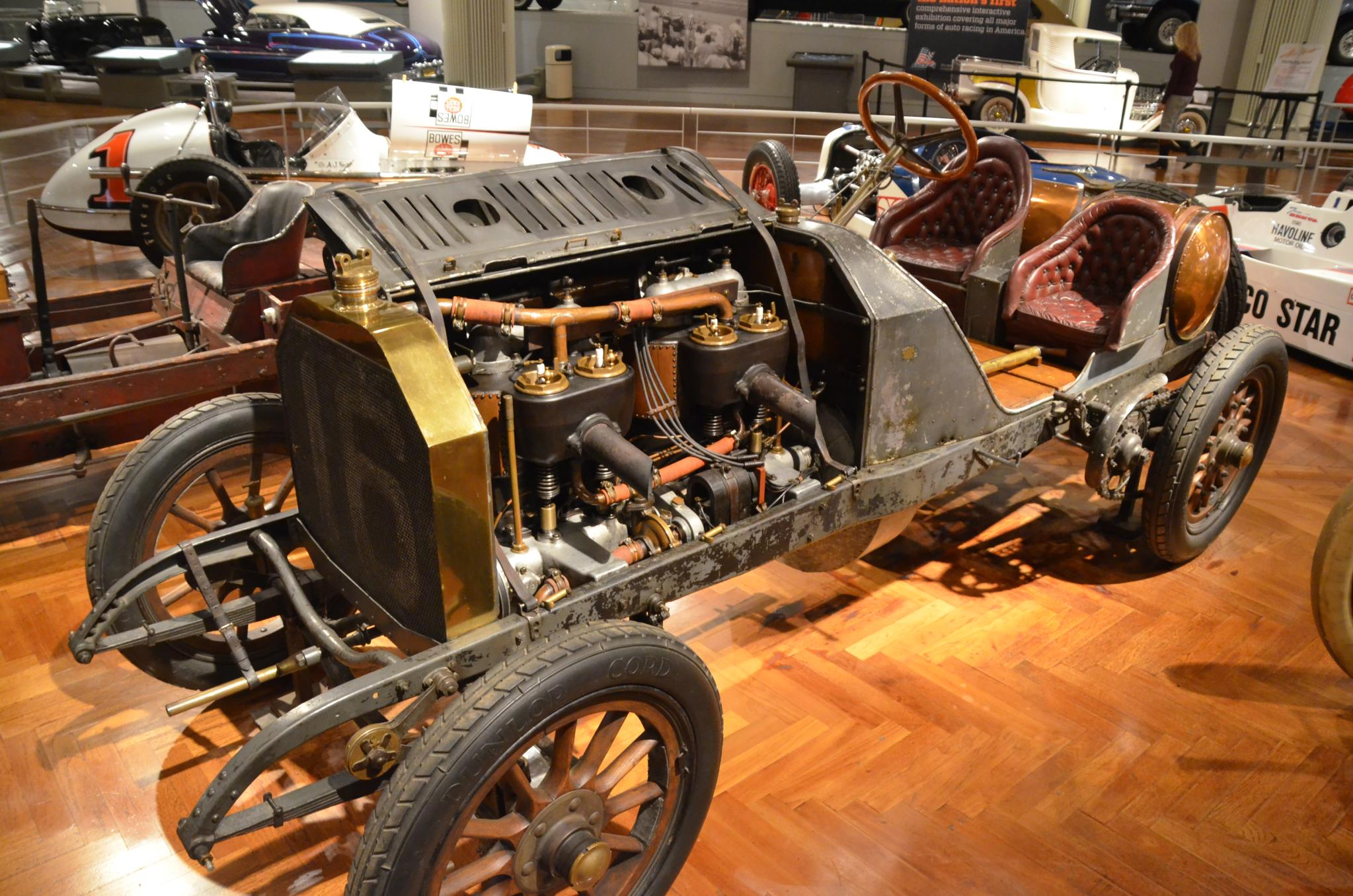
Locomobile racerbil 1906.
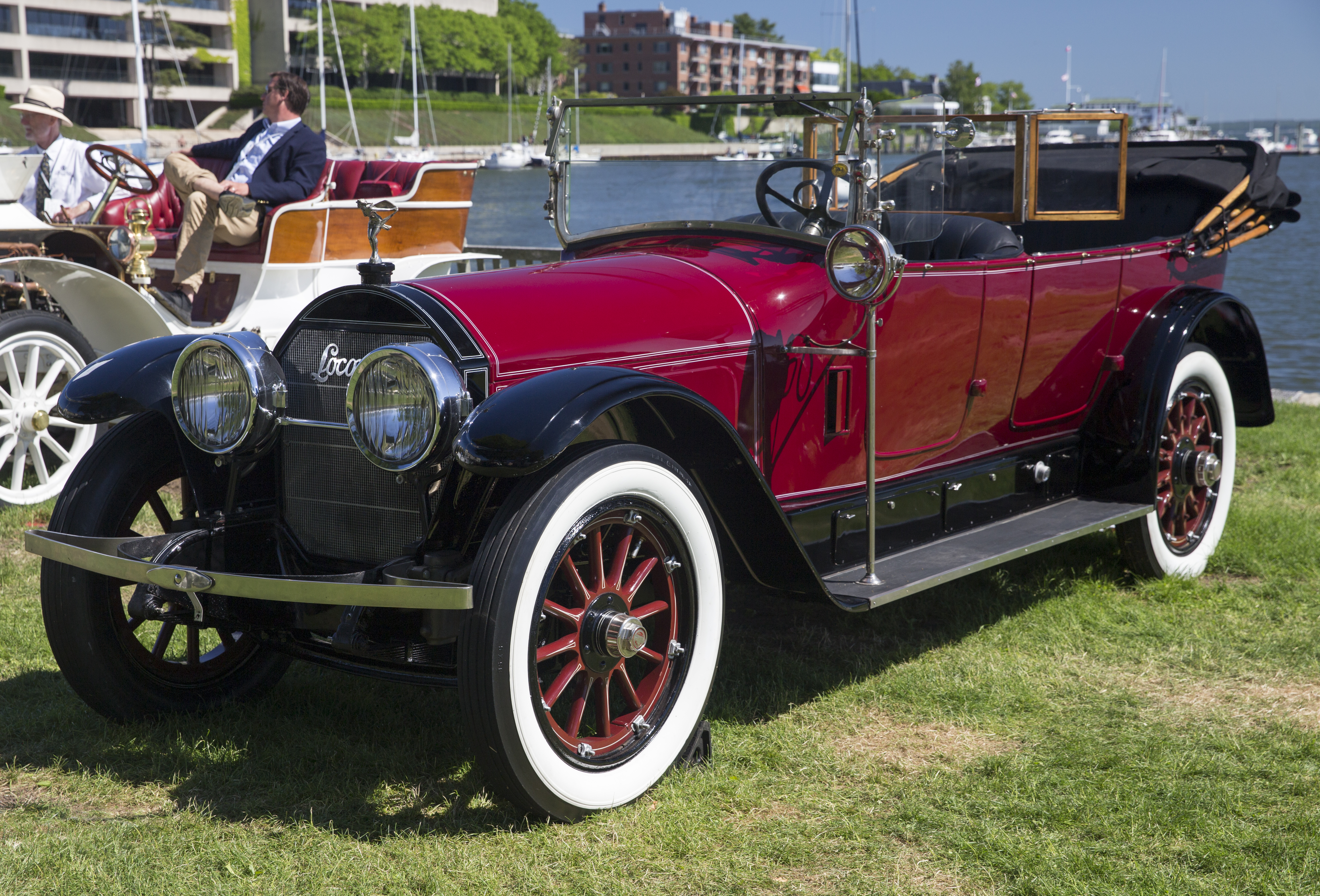
Locomobile Model 48 1923.